# Timothee Adamowski

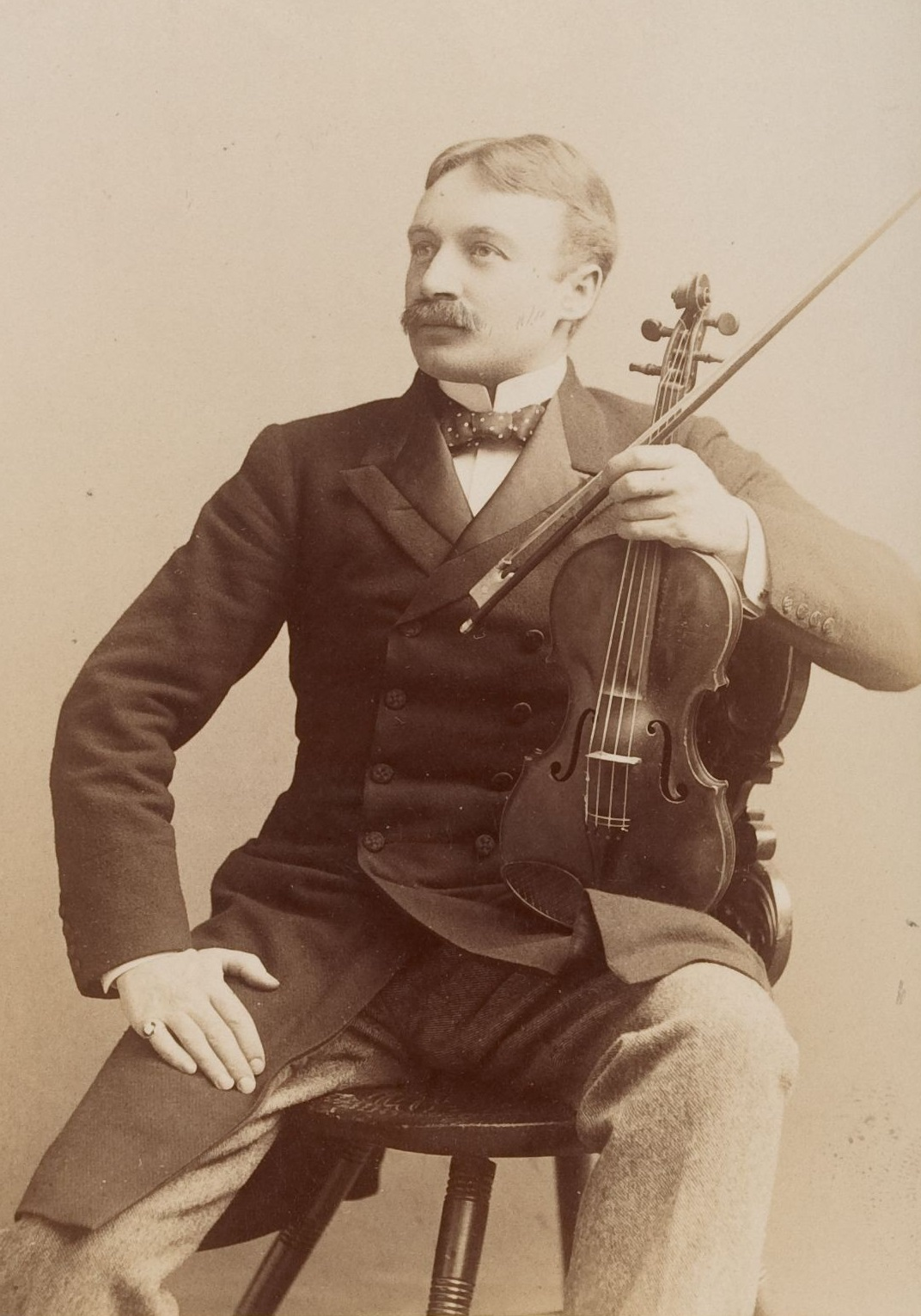
Timothee Adamowski

Tymoteusz «Timothee» Adamowski (1858 - 1943) foi um maestro, compositor e violinista polonês naturalizado norte-americano. Ele nasceu em Varsóvia e estudou no Conservatório de Varsóvia, posteriormente mudando seus estudos para Paris. Após chegar nos Estados Unidos ele trabalhou como solista  com Maurice Strakosch e Clara Louise Kellogg. Em 1888 ele organizou o Quarteto de Cortas Adamowski, reorganizado em 1890. Adamowski comandou a Orquestra Pops de Boston de 1890 até 1894. Ele lecionou no Conservatório de Música da Nova Inglaterra de 1885 até 1886. Ele também viajou frequentemente de Paris para Londres e conduziu em Varsóvia. 
Adamowski faleceu em 1943.